# دردار ملتبس
دردار ملتبس (الاسم العلمي: Ulmus ambigua) هو نوع نباتي يتبع جنس الدردار من فصيلة الدردارية.